# アルノ環礁
座標: 北緯07度05分00秒 東経171度42分00秒 / 北緯7.08333度 東経171.70000度

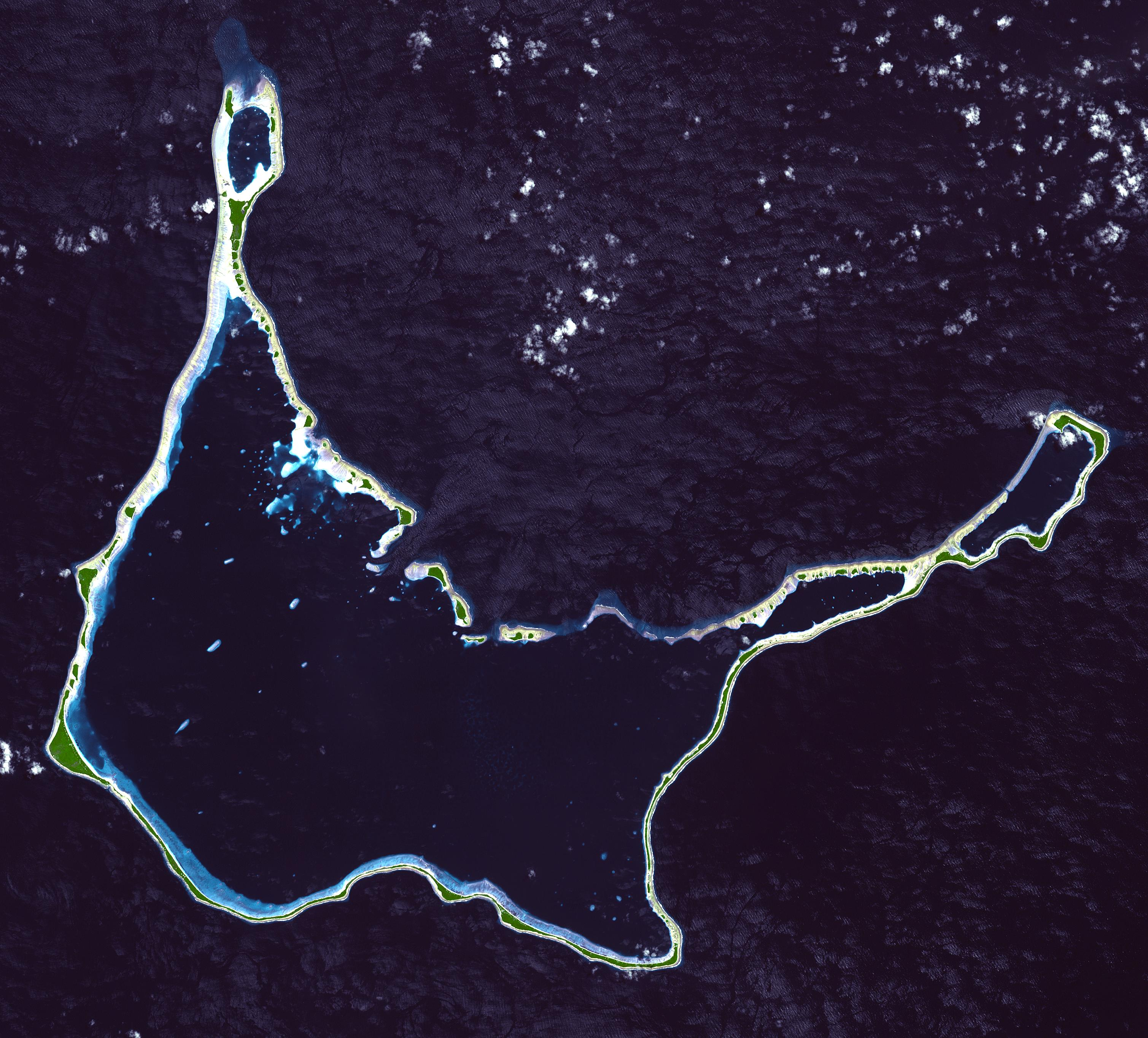
アルノ環礁

アルノ環礁は、133の小島からなる太平洋上の環礁で、国際法上はマーシャル諸島のラタック列島に属している。小島の総面積は12.8km2であるが、最大の環礁の面積は335km2にもなる。アルノ環礁は、他とは異なり3つの環礁から構成されており、最大の環礁の他に2つの小さな環礁が北部と東部に位置している。
環礁の人口は、1999年時点で2,069人である。環礁内の主な島はアジェトクロク、コジェルタク、リアラプラップ、ランガー、ツツ島である。アルノ環礁はマーシャル諸島共和国の首都であるマジュロ環礁から20kmの距離にあり、これはマーシャル諸島の環礁の中で最も近く、晴れた日にはマジェロから東の方角にアルノ環礁を見ることができる。環礁内で一番大きな村はイーネである。
アルノの住民は、コプラ作りの名人として知られている（コプラはココナッツの実を乾燥させたものであり、ココナッツオイルはコプラを絞って取る）。また、アルノの女性は、彼女たちが作る手織りのハンドバッグや財布である「キリ・バッグ」により有名で、この名称はマーシャル諸島のビキニ環礁の人々に後々付けられたものである。ただし、ビキニの人々は、アメリカ合衆国が環礁内で行った核実験により移住させられている。また、アルノの人々は、伝統的に学校が大好きである。